# Веретенников, Николай Владимирович
Николай Владимирович Веретенников (1911—?) — советский работник сельского хозяйства, управляющий отделением совхоза, Герой Социалистического Труда.

## Биография
Родился в 1911 году в селе Богородицкое Российской империи, ныне Песчанокопского района Ростовской области.
С 1930 года работал в пятом отделении Целинского зерносовхоза: прицепщиком, затем — трактористом, комбайнером. Был постоянным инициатором и неизменным победителем в трудовых соревнованиях, участником ВСХВ СССР. С 1938 года Веретенников — механик отделения, а в 1940 году был назначен управляющим отделением зернового совхоза «Целинский» Целинского района Ростовской области. В 1941 году вступил в ВКП(б)/КПСС.
С 1941 года — в Красной Армии, участник Великой Отечественной войны. В 1944 году — шофер 531-й отдельной автороты подвоза, а в 1945 году — командир отделения — шофер 531-й отдельной автороты подвоза 107-й стрелковой дивизии 1-го − 4-го Украинского фронтов, старший сержант.
Демобилизовавшись из армии, вернулся на родину и включился в восстановление сельского хозяйства. Под его руководством пахали поля под пар по технологии — на глубину 25 сантиметров, делали предпосевное боронование. Всю зиму задерживали снег, удобряли удобрениями с самолета. И труд крестьян окупился урожаем: летом 1947 года на 392 гектарах было собрано в среднем по 30 центнеров зерна с гектара. А некоторые поля дали по 33-34 центнера с гектара.
Жил в Ростовской области. Сведений о дальнейшей судьбе и месте смерти отсутствуют.

## Награды
- Указом Президиума Верховного Совета СССР от 3 апреля 1948 года за получение высоких урожаев пшеницы при выполнении совхозом плана выдачи государству сельскохозяйственных продуктов в 1947 году и обеспеченности семенами зерновых культур для весеннего сева 1948 года Веретенникову Николаю Владимировичу, получившему урожай пшеницы 32,5 центнера с гектара на площади 315 гектаров, присвоено звание Героя Социалистического Труда с вручением ордена Ленина и золотой медали «Серп и Молот».
- Также награждён орденами Отечественной войны 2-й степени (06.04.1985), орденом Красной Звезды (18.05.1945), медалью «За боевые заслуги» (30.08.1944) и другими медалями, в том числе ВСХВ (ВДНХ).